# Sułkowo, Hạt Łobez
Sułkowo [suu̯ˈkɔvɔ] (tiếng Đức: Friedrichsruh)  là một ngôi làng thuộc khu hành chính của Gmina Radowo Małe, thuộc quận Łobez, West Pomeranian Voivodeship, ở phía tây bắc Ba Lan. Nó nằm khoảng 5 kilômét (3 mi) phía nam của Radowo Małe, 11 km (7 mi) phía tây obez và 62 km (39 mi) về phía đông của thủ đô khu vực Szczecin.
Trước năm 1945, ngôi làng là một phần của Đức và được gọi là Friedrichsruh.